# Parc Gavrilo Princip
Le parc Gavrilo Princip (en serbe: Парк Гаврила Принципа) est un parc de 1,95 hectare situé dans la municipalité de Savski venac au sein de la ville de Belgrade, en Serbie. Inauguré en 1836, le parc devient le premier parc public de Belgrade en 1864.  Initialement nommé Parc Finanjcki (en serbe: Финансијски Парк), le parc est renommé en l'honneur de Gavrilo Princip, nationaliste serbe, auteur de l'attentat de Sarajevo entraînant la mort de l’archiduc François-Ferdinand d'Autriche le 28 juin 1914. Une statue en bronze haute de deux mètres à l'effigie de ce dernier a par ailleurs été inaugurée le 28 juin 2015, soit 101 ans après l'attentat,.

## Monuments

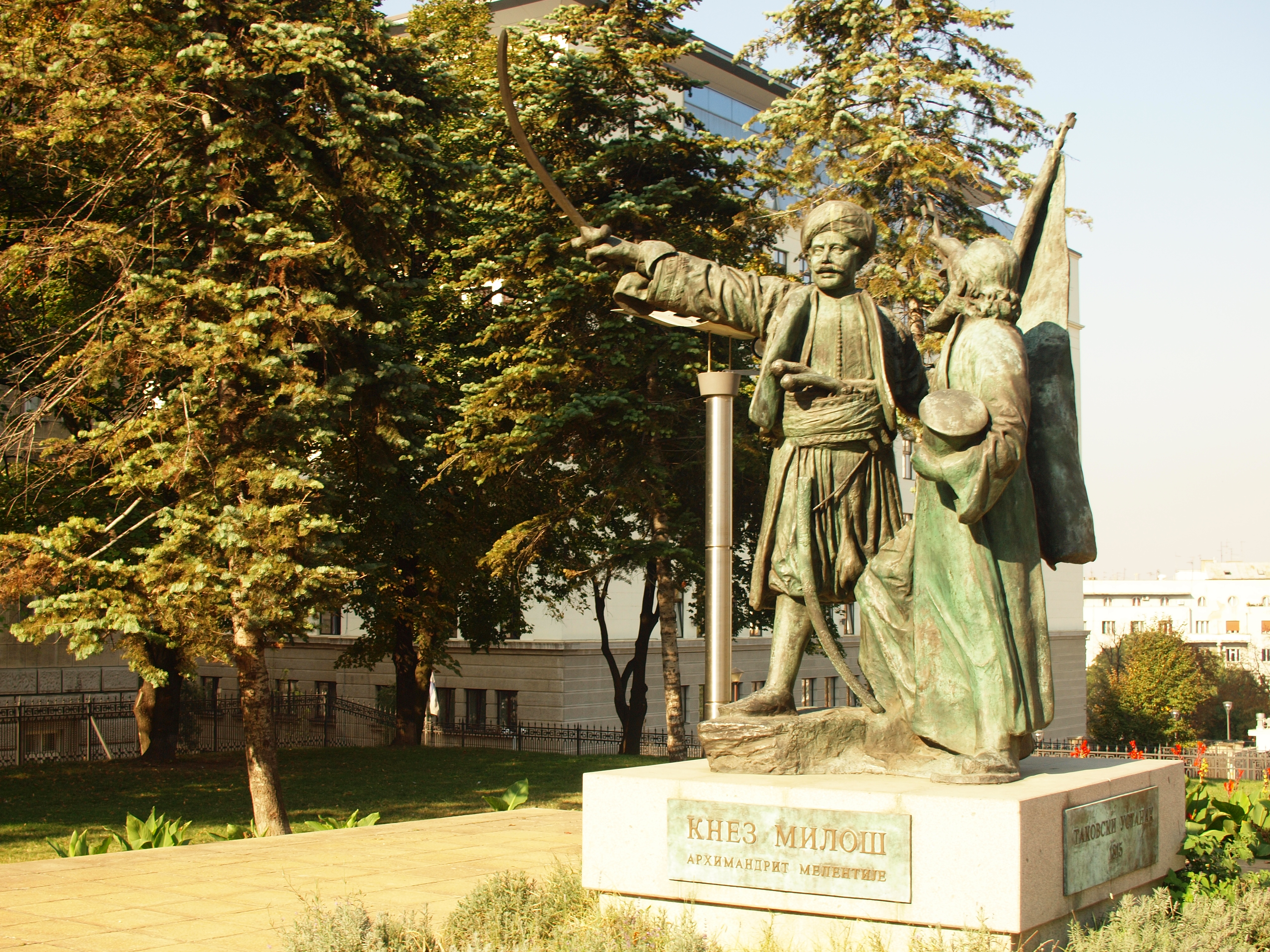
Statue à l'effigie du Prince Milos Obrenović
Bain turc du prince Miloš
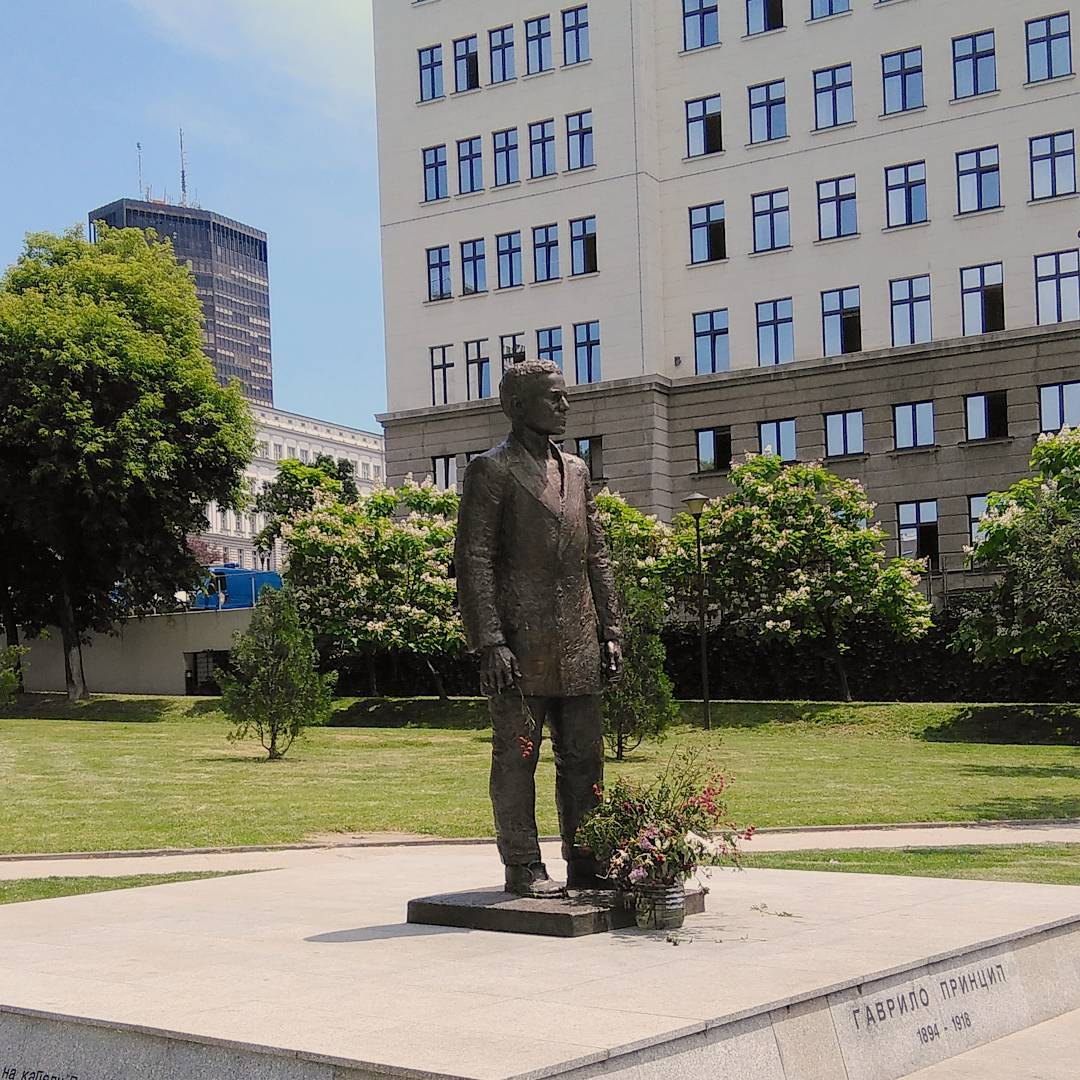
Statue à l'effigie de Gavrilo Princip